# Potentiels de Bardeen
Pour les articles homonymes, voir Bardeen.
En cosmologie, les potentiels de Bardeen sont les deux quantités qui peuvent être assimilées au potentiel gravitationnel usuel de la gravitation newtonienne. Il existe deux potentiels de Bardeen, dont les valeurs sont en général sensiblement identiques. Le nom de potentiel de Bardeen est donné à la mémoire de James Maxwell Bardeen (fils du double prix Nobel de physique John Bardeen) pour ses travaux dans le domaine de la théorie des perturbations cosmologiques.